# Pinchas Goldschmidt

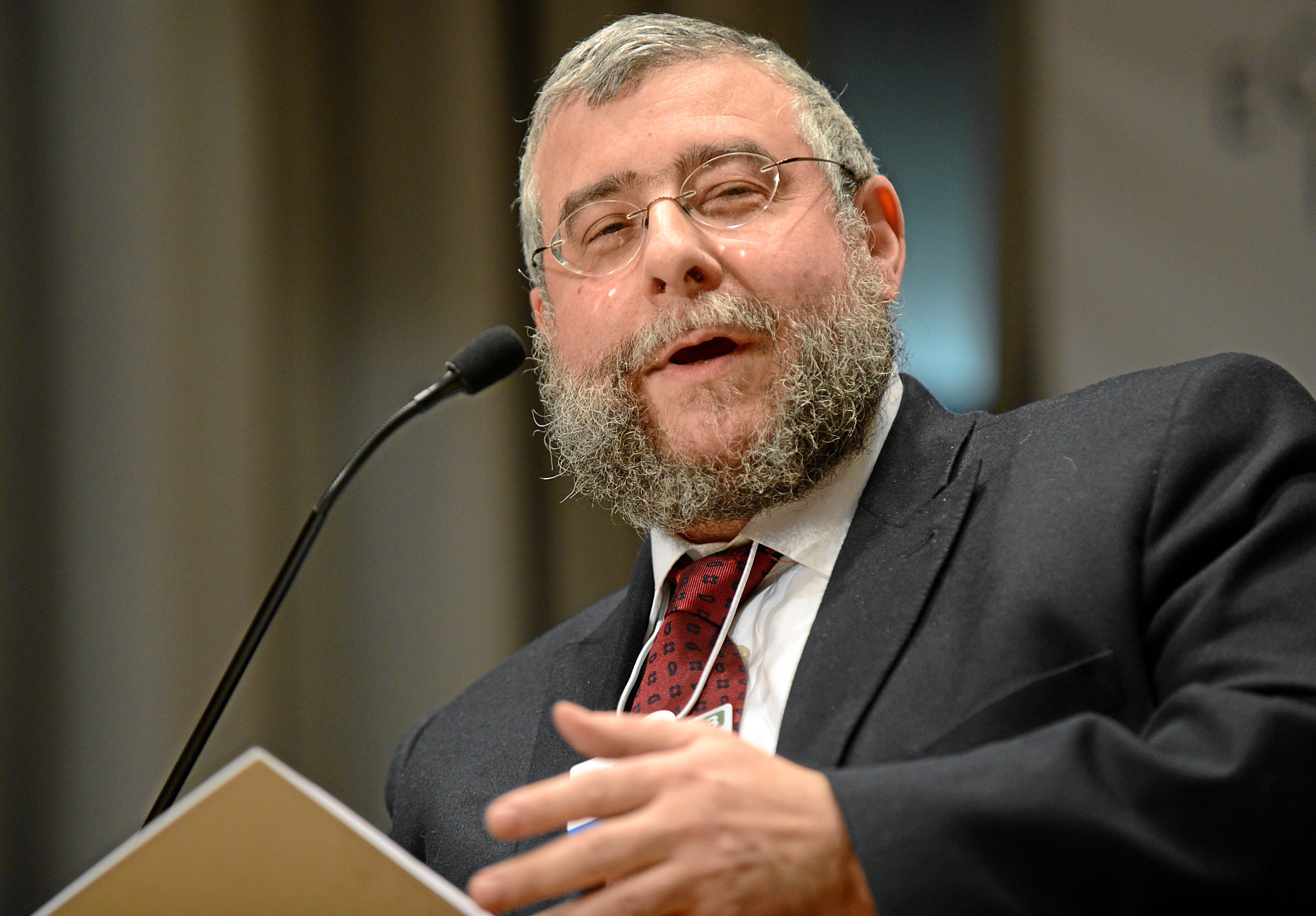
Goldschmidt während des Weltwirtschaftsforums 2013

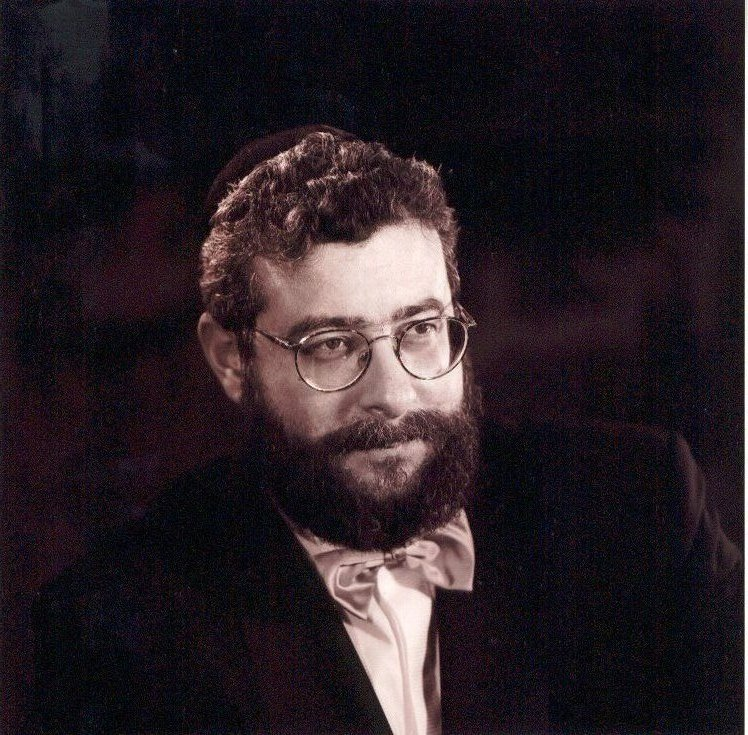
Pinchas Goldschmidt (1998)

Pinchas Goldschmidt (* 21. Juli 1963 in Zürich) ist Vorsitzender der Europäischen Rabbinerkonferenz und war von 1993 bis Juli 2022 Oberrabbiner von Moskau, geistlicher Führer der zentralen Choral-Synagoge in Moskau, Vorsitzender der Rabbinischen Gerichte sowohl der Russischen Föderation als auch der Gemeinschaft Unabhängiger Staaten sowie Vorstandsmitglied des Russischen Jüdischen Kongresses.

## Familie
Goldschmidt entstammt einer in der vierten Generation in Zürich lebenden jüdischen Familie. Sein Vater Salomon, verheiratet mit seiner Mutter Elisabeth, war Unternehmer und entwickelte u. a. ein automatisiertes Warenumlagerungssystem für Kleider. Sein Urgroßvater väterlicherseits war Oberrabbiner von Dänemark und später von Zürich. Die Vorfahren seines Vaters sind während des Ersten Weltkriegs von Frankreich in die Schweiz eingewandert. Goldschmidts Großvater mütterlicherseits war Chassid aus dem Karpatenraum und lebte in Wien. Seine Großmutter kam 1938, kurz vor dem Anschluss Österreichs an Deutschland, wegen einer Tuberkuloseerkrankung in die Schweiz. Sein Urgroßvater mütterlicherseits und dessen sämtliche Geschwister, die in Österreich zurückgeblieben waren, sind im KZ Auschwitz ermordet worden.
Goldschmidt ist verheiratet und hat sieben Kinder. Seine Frau Dara ist in den Vereinigten Staaten geboren, ihr Großvater stammt aus Minsk. Goldschmidt lebt seit 2022 in Jerusalem. Seit die Europäische Rabbinerkonferenz im September 2023 ihren Hauptsitz von London nach München verlegt hat, lebt er zeitweise auch in der bayerischen Landeshauptstadt.
Goldschmidts jüngerer Bruder ist Rabbiner in Südafrika.

## Werdegang
1979 bis 1981 studierte Goldschmidt an der Ponewiescher Jeschiwa in Bnei Berak in Israel, 1981 bis 1982 an der Telshe Yeshiva in Chicago, 1985 bis 1986 am Shevet Umechokek Institute for Rabbinical Judges und 1986 bis 1987 am Harry Fischel Institute for Rabbinical Judges in Jerusalem. 1987 erhielt er die Semicha durch den Oberrabbiner von Jerusalem, Jitzchak Kulitz. Neben seiner rabbinischen Ordination besitzt Goldschmidt einen M.A. des Ner Israel Rabbinical College und einen M.S. der Johns-Hopkins-Universität, beide in Baltimore. Von 1987 bis 1989 arbeitete er im Rabbinat von Nazareth-Ilit.
1989, zwei Jahre vor der formellen Auflösung der Sowjetunion, kam Goldschmidt auf die gemeinsamen Bitten der Regierung der Sowjetunion, des verstorbenen Züricher Rabbis Mosche Soloweitschik, des Israelischen Oberrabbinats, des Jüdischen Weltkongresses und der örtlichen jüdischen Untergrundbewegung nach Moskau, um das jüdische Leben im Lande zu restrukturieren und die erforderlichen Voraussetzungen für ein Wiederaufleben der Jüdischen Gemeinde zu schaffen. Dies gelang ihm in der Folgezeit durch die Entwicklung kommunaler Strukturen aus Colleges, Ganztagesschulen und Kindergärten, Suppenküchen und rabbinischen Schulen bis hin zu politischen Dachstrukturen wie dem Russischen Jüdischen Kongress und dem Kongress der Jüdischen Religiösen Organisationen und Vereinigungen in Russland. 1993 wurde Goldschmidt zum Oberrabbiner von Moskau gewählt.
2002 wurde Goldschmidt vom Oberrabbinat von Israel die Qualifikation für die Position eines Oberrabbiners in jeder israelischen Stadt bescheinigt.
Im Frühjahr 2009 war Goldschmidt Gastwissenschaftler am Davis Center for Russian and Eurasian Studies der Universität Harvard.
Am 7. Juli 2022 trat Goldschmidt wegen des russischen Überfalls auf die Ukraine von seiner Funktion als Oberrabbiner von Moskau zurück.

## Religiöses Wirken und politische Aktivitäten
Goldschmidt verfasst religionsrechtliche Beiträge zum postsowjetischen Judentum und hat 1996 in Moskau eine Reihe von Responsen zu russischen jüdischen Namen veröffentlicht. Er nimmt in der Presse und vor internationalen Einrichtungen wie dem Senat der Vereinigten Staaten, dem Europäischen Parlament, dem Europarat, der Knesset, der Neeman Commission von Premierminister Benjamin Netanjahu, der Universität Oxford, der Berliner Antisemitismus-Konferenz der OSZE oder der Universität Harvard Stellung zu aktuellen Themen, zumeist zum Zustand der Jüdischen Gemeinde und zu den Bedrohungen durch den Antisemitismus.
Im Januar 2005 entgegnete er detailliert auf eine von 500 Petenten, darunter Zeitungsherausgeber, Intellektuelle und 19 Duma-Abgeordnete, unterschriebene Petition zur Schließung aller jüdischen Einrichtungen in der Russischen Föderation. Der damalige Vorsitzende der nationalistischen Rodina-Partei, Dmitri Olegowitsch Rogosin, entschuldigte sich daraufhin bei Goldschmidt und distanzierte sich von der Petition.

## Vorsitzender der Europäischen Rabbinerkonferenz
Im Juli 2011 wurde Goldschmidt in London zum Präsidenten der Europäischen Rabbinerkonferenz, die ca. 400 Rabbis von Dublin bis Chabarowsk vereint, gewählt. Er folgte damit dem früheren Oberrabbiner von Frankreich, Joseph Chaim Sitruk, der den Posten seit 1999 innehatte. Goldschmidt ist in der 54-jährigen Geschichte der Konferenz erst der vierte Präsident und der erste aus Osteuropa. 2012 kritisierte er in dieser Funktion mit harten Worten ein Urteil des Landgerichts Köln vom 7. Mai 2012, wonach Beschneidungen grundsätzlich als Körperverletzung zu werten seien. 2013 warnte er in Berlin davor, als Reaktion auf die Zuwanderung von Muslimen aus Nordafrika und dem Nahen Osten die Religionsfreiheit einzuschränken. 2015 dankte er Papst Franziskus für den Einsatz der Römisch-katholischen Kirche für die Religionsfreiheit und kritisierte, dass das säkulare Europa auf antijüdische Attentate durch radikalisierte muslimische Einwanderer mit einer „Attacke auf den Islam“ reagiere, „anstatt die Radikalen zu bekämpfen“. Zugleich warnte er angesichts des Ukraine-Konflikts vor einer neuen Trennung Europas, die auch darin bestehe, „dass der Osten der Verteidiger traditioneller religiöser Werte werden würde, während der Westen einen Säkularismus annimmt, der ihn von seinem jüdisch-christlichen Erbe wegführt“.

## Russischer Überfall auf die Ukraine
Nachdem Goldschmidt und seine Frau Dara unter Druck gesetzt worden waren, den russischen Überfall auf die Ukraine öffentlich zu unterstützen, kehrten sie nicht nach Russland zurück; zwei Wochen nach Beginn der kriegerischen Handlungen war das Paar nach Ungarn und weiter nach Israel gereist. Zugleich berichteten Medien, dass Goldschmidt für sieben Jahre erneut zum Oberrabbiner von Moskau gewählt worden sei. Berichten zufolge waren viele Rabbiner und andere jüdische Vertreter in Versuche eingebunden, die dortige jüdische Gemeinschaft dazu zu bringen, einen anderen Rabbiner als Goldschmidt zum Oberrabbiner der russischen Hauptstadt zu wählen. Dagegen hätten sich jedoch israelische Rabbiner – darunter die beiden Oberrabbiner – erfolgreich gewandt, so die Jerusalem Post. Die Wahl fand in seiner Abwesenheit in der Moskauer Choral-Synagoge statt.
„Ich definiere mich nicht als Exilrabbiner. Ich bin ein Rabbiner, der nicht in seiner Gemeinde lebt“, sagte Pinchas Goldschmidt, Oberrabbiner von Moskau, gegenüber der israelischen Tageszeitung Jedi’ot Acharonot.
Es war nicht das erste Mal, dass Goldschmidt nicht nach Russland zurück konnte. 2005 wurde ihm die Aufenthaltsberechtigung entzogen. Erst auf internationalen Druck hin erhielt er schließlich ein neues Visum für Russland. Von offizieller Seite wurde dies damals vage mit «nationalen Sicherheitsfragen» begründet. Möglicherweise spielten auch Machtstreitigkeiten mit der Chabad-Bewegung des russischen Oberrabbiners Berel Lazar eine Rolle. Der Wladimir Putin nahestehende Lazar hat den Krieg in der Ukraine kritisiert, verweilt aber weiter in Russland.
Im Dezember 2022 rief Goldschmidt die Juden in Russland zur Flucht auf. „Wir sehen einen wachsenden Antisemitismus, während Russland zu einer neuen Art von Sowjetunion zurückkehrt und Schritt für Schritt der Eiserne Vorhang wieder fällt.“ „Wenn wir auf die russische Geschichte zurückblicken, sah man, wann immer das politische System in Gefahr war, dass die Regierung versuchte, die Wut und Unzufriedenheit der Massen auf die jüdische Gemeinde umzulenken“, sagte Goldschmidt. „Wir haben das in zaristischen Zeiten und am Ende des stalinistischen Regimes gesehen.“

## Auszeichnungen
Am 27. Juli 2016 wurde Pinchas Goldschmidt von der französischen Regierung zum Mitglied der Ehrenlegion für seinen großen Beitrag zur Stärkung der Beziehungen zwischen Russland und Frankreich ernannt.
2024 erhielt er gemeinsam mit den jüdischen Gemeinschaften in Europa den Internationalen Karlspreis zu Aachen für sein langjähriges Eintreten für interkulturellen und interreligiösen Dialog. Die Verleihung fand, wie traditionell üblich, am Feiertag Christi Himmelfahrt statt.